# Баха Тахер
Баха Тахер (на арабски: بهاء طاهر) е египетски писател.

## Биография
Той е роден през 1935 година в Кайро, където завършва Каирския университет. Противник е на режима на Ануар Садат и през 1975 година му е забранено да публикува в Египет, след което заминава в чужбина, където остава до 1990-те години. Дълго време работи като преводач за Организацията на обединените нации в Швейцария, където се запознава със своята бъдеща съпруга българката Стефка Анастасова.
През 2008 година Тахер получава първата Международна награда за арабска художествена литература за романа си „Оазисът на залеза“.